# Beveridge Reef
Beveridge Reef är ett korallrev i den exklusiva ekonomiska zonen för Niue. Revet ligger cirka 240 km från Niue.. 